# Holyman Sally
Holyman Sally Ferries was een bedrijf dat snelle veerdiensten over Het Kanaal verzorgde met catamarans tussen het Verenigd Koninkrijk en België. Het was een joint venture tussen Sally Line en Holyman die werd opgericht in 1997, na de ondergang van het Belgische staatsbedrijf RMT, dat voorheen de veerdienst Oostende–Ramsgate verzorgde. Holyman Sally voegde aan deze lijn een tweede verbinding toe, tussen Duinkerke en Ramsgate. De overtocht tussen Oostende en Ramsgate duurde slechts 100 minuten, terwijl voorganger RMT er gemiddeld vier uur over deed.
Al na minder dan een jaar kwam de joint venture in financiële problemen. Concurrent Hoverspeed nam eerst 50% van de aandelen over en kocht uiteindelijk het volledige bedrijf. Omdat Hoverspeed al een veerdienst met hovercrafts had over het Nauw van Calais tussen Dover en Calais, werd de route Oostende–Ramsgate wel gewijzigd naar Oostende–Dover voor een betere aansluiting tussen de diensten. Ook betoogde Holyman Sally dat Ramsgate geen goede snelwegverbinding met Zuid-Engeland had, terwijl Dover, de grootste veerhaven ter wereld, onmiddellijk aan de belangrijke A2 naar Londen ligt.
In 2002 viel ook voor de opvolger van Hollyman Sally het doek, toen Hoverspeed de activiteiten vanuit Oostende moest staken. De snelle catamarans bleken niet economisch rendabel te zijn doordat ze geen vrachtwagens konden meenemen. Vooral buiten het drukke zomerseizoen zijn de inkomsten uit vrachtverkeer nodig om het gebrek aan toeristen te compenseren.

## Schepen
Voor de verbinding Oostende–Ramsgate (later Oostende–Dover) werd beroep gedaan op twee catamarans: Rapide en Diamant, deze werden gebouwd in Australië door Incat, een bedrijf dat gespecialiseerd was in catamarans. Beide schepen hadden een lengte van 83 meter, een topsnelheid van 68 kilometer per uur en een capaciteit van 655 passagiers met 155 voertuigen. Na het verdwijnen van de verbindingen Oostende–Ramsgate en Oostende–Dover bleven ze nog een tijdje dienst doen voor Hoverspeed op de verbinding Calais–Dover. Tot de voorzieningen aan boord behoorden een infobalie, een wisselkantoor, een bar, een taksvrije winkel en een game zone, een soort lunapark.